# Brejo de Areia
Pour les articles homonymes, voir Brejo et Areia.
Brejo de Areia est une municipalité brésilienne située dans l'État du Maranhão.